# ВВС 7-й армии
Военно-воздушные силы 7-й армии (ВВС 7-й армии) — оперативное авиационное соединение времён Советско-финляндской и Великой Отечественной войн.

## История формирования
7-я армия формировалась несколько раз:
- 7-я армия (первое формирование) — 01.11.1918 г. — 02.02.1920 г.;
- 7-я армия (второе формирование) — 15.04.1920 г. — 03.12.1920 г.;
- 7-я армия (третье формирование) — 05.03.1921 г. — 10.05.1921 г.
- 7-я армия (четвёртое формирование) — 14.09.1939 г. — 26.03.1940 г.;
- 7-я армия (пятое формирование) — 18.09.1940 г. — 25.09.1941 г.;
- 7-я отдельная армия (шестое формирование) — 25.09.1941 г. — 25.02.1944 г.;
- 7-я армия (седьмое формирование) — 25.02.1944 г. — 01.02.1945 г.

В различные периоды существования армия имела военно-воздушные силы, которые именовались как:
- ВВС 7-й армии;
- ВВС 7-й отдельной армии с 25 сентября 1941 года.

## ВВС армии в период Советско-финляндской войны
Армия принимала участие в Советско-финляндской войне в 1939—1940 гг. Состав ВВС в период входили 1-ю и 68-ю легкобомбардировочные, 16-ю скоростная бомбардировочная и 59-я истребительная авиабригады, которые состояли из двенадцати авиационных полков, а всего — 644 боевых самолёта
ВВС армии выполняли задачи в зоне ответственности армии:
- нанесение бомбовых ударов по объектам тыла Финляндии на дальностях до 320 км от линии старой государственной границы;
- нанесение бомбовых ударов по укреплениям «линии Маннергейма»;
- нанесение бомбовых ударов по судам Ладожской военной флотилии Финляндии
- нанесение бомбовых ударов по железнодорожным станциям и узлам;
- нанесение бомбовых ударов по отдельным объектам противника: радиостанции в Лахти, авиационного завода в Тампере,
- ведение «свободной охоты» по железнодорожным составам;
- нанесение бомбовых ударов по береговой артиллерии на острове Ристниеми;
- корректировка артиллерийского огня;
- ПВО Ленинграда силами 19-го, 26-го и 44-го истребительных авиационных полков.

### Первые воздушные победы ВВС армии
1 декабря 1939 года одержана первая воздушная победа в ходе войны: командир 4-й эскадрильи 7-го истребительного авиационного полка старший лейтенант Ф.И.Шинкаренко на самолёте И-16 тип 10 первым сбил в небе над Муолаанярви финский Bristol Bulldog.

#### Состав ВВС армии
| - 54-я истребительная авиационная бригада: - 19-й истребительный авиационный полк (с 30.11.1939 г., 56 И-16, 2 И-16П, 2 И-153, Горелово); - 26-й истребительный авиационный полк (с 30.11.1939 г., 50 И-16, 12 И-15бис, 18 И-153, Углово, Б.Манушкино); - 44-й истребительный авиационный полк (с 30.11.1939 г., 41 И-16, 6 И-16П, 14 И-153, Ропша, Витино, Горская); - 149-й истребительный авиационный полк (с 01.02.1940 г., И-16 и И-153); - 59-я истребительная авиационная бригада: - 7-й истребительный авиационный полк (15 И-16П, 15 И-16, 33 И-15бис, Левашёво, Касимово, озеро Риес-Ярви. 2 аэ и 3 аэ 20-го истребительного авиационного полка вошли в состав 7-го иап); - 23-й истребительный авиационный полк (с 03.03.1940 г., 14 И-153 Пушкин, 17 И-15бис, аэр. — Бобошино; 9 И-15бис, аэр. — Выскотка); - 25-й истребительный авиационный полк (30 И-16 Горелово и 30 И-153 на аэродроме Левашёво); - 68-й истребительный авиационный полк (с 30.11.1939 г., 19 И-16, 15 И-153); - 148-й истребительный авиационный полк (с 26.02.1940 г., 56 И-153, Риеск-Ярви); - Управление 18-й скоростной бомбардировочной авиационной бригады (с 03.01.1940 г., Сиверская; с 23.01.1940 перебазирована в Разлив); - Управление 1-й легко-бомбардировочной авиационной бригады (с 11.02.1940 г., P-Z); - 6-й тяжелый бомбардировочный авиационный полк (прибыл из Армии особого назначения 1 14.11.1939 в составе 52 самолётов ДБ-3, базирование — аэродром Кречевицы, 27.01.1940 получил восемь ДБ-3); - 7-й тяжелый бомбардировочный авиационный полк (с 30.11.1939 г., 45 ТБ-3, Едрово, Макарово); - 21-й дальний бомбардировочный авиационный полк (прибыл из Армии особого назначения 1 16.11.1939 в составе 56 самолётов ДБ-3, базирование — аэродром Кречевицы, 27.01.1940 получил восемь ДБ-3); - 41-й дальний бомбардировочный авиационный полк (с 30.12.1939 г., 7 ДБ-3, вошёл в состав 53-го дбап); - 42-й дальний бомбардировочный авиационный полк (с 21.01.1940 г., 49 ДБ-3, базирование — аэродром Пушкин); - 53-й дальний бомбардировочный авиационный полк (прибыл из Армии особого назначения 1 14.11.1939 в составе 50 самолётов ДБ-3, базирование — аэродром Крестцы, с 26.12.1939 г. — аэродром Кречевицы, 07.01.1940 убыл в Особую авиационную группу ВВС СЗФ); - 7-й штурмовой авиационный полк (с 13.02.1940 г., озеро Хойолан Ярви); - 9-й штурмовой авиационный полк (с 24.11.1939 г., 1 АЭ — 14 И-15бис, Крестцы, 2 АЭ — 15 И-15бис и 1 Р-5ССС, аэродром Кречевицы, 14.12.39 убыла в ВВС 14-й армии, 3 АЭ — 13 И-15бис, аэродром Едрово, 4 АЭ — 21 И-15бис аэродром Гривочки; - 44-й скоростной бомбардировочный авиационный полк (прибыл из Армии особого назначения 1 30.11.1939 в составе 47 самолётов СБ, базирование — аэродром Зайцево); - 54-й скоростной бомбардировочный авиационный полк (прибыл из Белорусского военного округа, с 30.11.1939 в составе 51 самолёт СБ, базирование — аэродром Смуравьево); - 9-й смешанный авиационный полк (с 30.11.1939 г., 58 СБ и 4 ТБ-3); - 58-й смешанный авиационный полк (с 30.11.1939 в составе 48 самолётов СБ, базирование — аэродром Сиворицы); - 2-й скоростной бомбардировочный авиационный полк (34 СБ, базирование — аэродром Ропша; 06.01.1940 убыл в состав ВВС 13-й армии); - 5-й скоростной бомбардировочный авиационный полк (с 26.02.1940 г., 38 СБ, базирование — аэродром Суула-Ярви); - 10-й скоростной бомбардировочный авиационный полк (с 30.11.1939, 43 СБ, базирование — аэродром Красногвардейск); - 24-й скоростной бомбардировочный авиационный полк (13 СБ, базирование — аэродром Витино; 06.01.1940 убыл в состав ВВС 13-й армии); - 31-й скоростной бомбардировочный авиационный полк (с 26.12.1939 г., 36 СБ, базирование — аэродром Чернево (Гдов)); - 41-й скоростной бомбардировочный авиационный полк (с 30.11.1939 г., 49 СБ, убыл в состав ВВС 9-й армии); - 48-й скоростной бомбардировочный авиационный полк (с 17.01.1940 г., 15 СБ, базирование — аэродром Разлив; с 20.01.1940 г., ДБ-3 базирование — аэродром Кречевицы); - 50-й скоростной бомбардировочный авиационный полк (с 30.11.1939 г., 56 СБ, базирование — аэродром Разлив); - 3-й легко-бомбардировочный авиационный полк (с 30.11.1939 г., 11 P-Z, 13 Р-5ССС, 19 Р-5, базирование — аэродром Гривочки, Лисино, Красногвардейск); - 35-й легко-бомбардировочный авиационный полк (с 30.11.1939 г., 62 СБ, базирование — аэродром Сиверская, 16.12.1939 убыл в Особую авиационную группу ВВС СЗФ); - 43-й легко-бомбардировочный авиационный полк (с 08.02.1940 г., 45 P-Z, базирование — аэродром Суула-Ярви, 17 Р-5ССС, базирование — аэродром Красногвардейск); - 85-й авиационный полк особого назначения (с 01.02.1940 г., ДБ-3, развёрнут из 12-й оаэ); - 1-й корректировочный авиационный отряд (с 30.11.1939 г.); - 9-й корректировочный авиационный отряд (с 30.11.1939 г.); - 16-й корректировочный авиационный отряд (с 30.11.1939 г., 7 P-5ССС); - 1-я дальняя разведывательная авиационная эскадрилья (с 30.11.1939 г., 14 СБ, базирование — аэродром Кречевицы, Горелово); - 12-я отдельная авиационная эскадрилья (с 25.09.1939 г., 12 СБ, Пушкин, с 01.02.1940 г. развёрнута в 85-й авиационный полк особого назначения). - 31-я высотная разведывательная авиационная эскадрилья (с 30.11.1939 г., И-15бис); - 36-е авиационное звено (с 30.11.1939 г.). |

## ВВС армии в Великой Отечественной войне
Перед началом Великой Отечественной войны 7-я армия занимала оборону по государственной границе СССР севернее Ладожского озера. 24 июня 1941 года армия была включена в состав Северного фронта. С 1 июля её войска вели оборонительные бои в Карелии, отходя под ударами финских войск. К 30 июля 1941 года армия оборонялась на рубеже Поросозеро, Шотозеро, р. Тулокса (в 25 км северо-западнее г. Олонец). С 27 августа 1941 года армия была передана в состав Ленинградского, а с 01 сентября 1941 года Карельского фронта.
В середине сентября 1941 года её войска, оборонявшиеся на ухтинском и ребольском направлениях, были переданы в состав Кемской оперативной группы Карельского фронта. 25 сентября 1941 года армия была выведена из состава Карельского фронта и переименована в 7-ю отдельную армию с подчинением Ставке ВГК. В середине октября 1941 г. её войска, действовавшие на медвежьегорском и кондопожском направлениях, были выделены в Медвежьегорскую оперативную группу Карельского фронта. С октября 1941 года до июня 1944 года армия обороняла рубеж по р. Свирь между Онежским и Ладожским озёрами.

### В составе действующей армии
В составе действующей армии:
- с 22 июня 1941 года по 15 ноября 1944 года.

### Состав ВВС армии в Великой Отечественной войне
Состав ВВС армии в различное время включал:
- 55-я смешанная авиационная дивизия - с 22 июня по 7 марта 1942 года. Расформирована.
  - 4-й гвардейский бомбардировочный авиационный полк (с 06.12.1941 г. по 24.02.1944 г.);
  - 72-й бомбардировочный авиационный полк (с 22.06.1941 по 07.03.1942)
  - 65-й штурмовой авиационный полк (c июля 1941 по октябрь 1941)
  - 31-й скоростной бомбардировочный авиационный полк (вероятно с сентября 1941 по 06.12.1941)
  - 155-й истребительный авиационный полк (с 27.06.1941 - 23.11.1941)[4];
  - 197-й истребительный авиационный полк (c 24.07.1941 по октябрь 1941)[4];
  - 427-й истребительный авиационный полк (c 29.10.1941)[4];
  - 524-й истребительный авиационный полк (c 13.10.1941 г. по 05.03.1943 г.)[4];
  - 238-й истребительный авиационный полк (с 21.09.1941 г.по 16.11.1941 г., убыл на доукомплектование в 14-й зиап)[4];
  - 119-я отдельная корректировочная авиационная эскадрилья (с 07.1942 г. по 12.1943 г.)
  - 2-й авиационный гидроотряд гражданского воздушного флота
- 716-й ближний бомбардировочный авиационный полк (с 09.04.1942 г. по 24.02.1944 г.)
- 238-й истребительный авиационный полк (с 11.09.1941 г. по 21.09.1941 г.)[4];
- 415-й истребительный авиационный полк (с 24.08.1941 г. по 26.02.1943 г., вошёл в состав 257-й сад)[4];
- 257-я смешанная авиационная дивизия (с 01.03.1943 г. по 01.04.1944 г.);
  - 415-й истребительный авиационный полк (26.02.1943 - 01.04.1944 г.);
  - 524-й истребительный авиационный полк (26.02.1943 - 05.03.1943)
  - 694-й штурмовой авиационный полк (06.02.1944 - 02.05.1944)
  - 716-й ближнебомбардировочный авиационный полк (26.02.1943 - 01.04.1944 г.);
  - 773-й истребительный авиационный полк (26.02.1943 - 01.04.1944 г.);
  - 119-я отдельная разведывательная авиационная эскадрилья (по 01.04.1944 г.).

### Первые воздушные победы истребительных полков ВВС армии в войне
- 11 июля 1941 года одержана первая известная воздушная победа 155-го истребительного авиационного полка в Отечественной войне: лейтенант Мартынов В. А. в воздушном бою в районе аэродрома Вяртсиля сбил истребитель противника Ме-109[4].
- 11 августа 1941 года одержана первая известная воздушная победа 197-го истребительного авиационного полка в Отечественной войне: парой И-153 в воздушном бою в районе н. п. Устьевые Бараки сбит истребитель противника Ме-109[4].
- 17 сентября 1941 года одержана первая известная воздушная победа 238-го истребительного авиационного полка в Отечественной войне: лейтенант Поляков В. В. в воздушном бою в районе ст. Пряжа сбил финский истребитель «Фоккер» Д-21[4].
- 16 октября 1941 года одержана первая известная воздушная победа 524-го истребительного авиационного полка в Отечественной войне: парой ЛаГГ-3 (ведущий командир полка капитан Косенко В. В.) в воздушном бою в районе южнее ст. Большой двор сбит немецкий бомбардировщик Ю-88[4].
- 1 января 1942 года одержана первая известная воздушная победа 427-го истребительного авиационного полка в Отечественной войне: лейтенант Козлов А. В. в воздушном бою в районе н. п. Великий Двор (северо-восточнее Тихвина) сбил финский истребитель «Фоккер» Д-21[4].

## Командующие ВВС армии
- Комбриг, генерал-майор[11] Горюнов Сергей Кондратьевич — с ноября 1939 года по март 1940 года[12]
- Комбриг Денисов Сергей Прокофьевич - март - апрель 1940 года;
- генерал-лейтенант авиации Проскуров Иосиф Иосифович — с 19 июня 1941 года по 27 июня 1941 года[13], (в конце июня 1941 года репрессирован, 28.10.1941 года — расстрелян, в 1954 году реабилитирован)[14].
- Полковник Жеребченко Фёдор Фёдорович — с 27 июня 1941 года по февраль 1943 года[15]

## В составе объединений
| Дата          | Фронт (округ)               |
| ------------- | --------------------------- |
| 14.09.1939 г. | Ленинградский военный округ |
| 24.06.1941 г. | Северный фронт              |
| 01.09.1941 г. | Карельский фронт            |
| 25.09.1941 г. | 7-я отдельная армия         |

## Присвоение гвардейских званий
- 31-й скоростной бомбардировочный авиационный полк приказом НКО № 350 от 6 декабря 1941 года переименован в 4-й гвардейский бомбардировочный авиационный полк.

## Почётные наименования
- 4-му гвардейскому бомбардировочному авиационному полку за овладение важным хозяйственно-политическим центром страны городом Новгород Приказом НКО № 09 от 21 января 1944 года на основании Приказа ВГК № 61 от 20 января 1944 года присвоено почётное наименование «Новгородский»[16].

## Награды
- За образцовое выполнение боевых заданий Командования на фронте борьбы с финской белогвардейщиной и проявленные при этом доблесть и мужество Указом Президиума ВС СССР 11 апреля 1940 года 7-й истребительный авиационный полк 59-й истребительной авиационной бригады ВВС 7-й армии Северо-Западного фронта награжден орденом Красного Знамени.
- За образцовое выполнение боевых заданий Командования на фронте борьбы с финской белогвардейщиной и проявленные при этом доблесть и мужество Указом Президиума ВС СССР 11 апреля 1940 года 19-й истребительный авиационный полк 54-й истребительной авиационной бригады ВВС 7-й армии Северо-Западного фронта награжден орденом Красного Знамени.
- За образцовое выполнение боевых заданий Командования на фронте борьбы с финской белогвардейщиной и проявленные при этом доблесть и мужество Указом Президиума ВС СССР 21 марта 1940 года 25-й истребительный авиационный полк 54-й истребительной авиационной бригады ВВС 7-й армии Северо-Западного фронта награжден орденом Красного Знамени.
- За образцовое выполнение боевых заданий Командования на фронте борьбы с финской белогвардейщиной и проявленные при этом доблесть и мужество Указом Президиума ВС СССР 21 марта 1940 года 10-й скоростной бомбардировочный авиационный полк 18-й скоростной бомбардировочной авиационной бригады ВВС 7-й армии Северо-Западного фронта награжден орденом Красного Знамени.
- За образцовое выполнение боевых заданий Командования на фронте борьбы с финской белогвардейщиной и проявленные при этом доблесть и мужество Указом Президиума ВС СССР 21 марта 1940 года 24-й скоростной бомбардировочный авиационный полк 18-й скоростной бомбардировочной авиационной бригады ВВС 7-й армии Северо-Западного фронта награжден орденом Красного Знамени.
- За образцовое выполнение боевых заданий Командования на фронте борьбы с финской белогвардейщиной и проявленные при этом доблесть и мужество Указом Президиума ВС СССР 21 марта 1940 года 50-й скоростной бомбардировочный авиационный полк 18-й скоростной бомбардировочной авиационной бригады ВВС 7-й армии Северо-Западного фронта награжден орденом Красного Знамени.
- За образцовое выполнение боевых заданий Командования на фронте борьбы с финской белогвардейщиной и проявленные при этом доблесть и мужество Указом Президиума ВС СССР 21 марта 1940 года 54-й скоростной бомбардировочный авиационный полк 18-й скоростной бомбардировочной авиационной бригады ВВС 7-й армии Северо-Западного фронта награжден орденом Красного Знамени.
- За образцовое выполнение боевых заданий Командования на фронте борьбы с финской белогвардейщиной и проявленные при этом доблесть и мужество Указом Президиума ВС СССР 21 марта 1940 года 58-й смешанный авиационный полк ВВС 7-й армии Северо-Западного фронта награжден орденом Красного Знамени.

## Отличившиеся воины

### Награждённые за Советско-финляндскую войну
| - Денисов Сергей Прокофьевич, Комбриг, начальник ВВС 7-й армии Северо-Западного фронта Указом Президиума Верховного Совета СССР от 21 марта 1940 года удостоен звания дважды Герой Советского Союза. Золотая Звезда № 4. - Аккуратов, Фёдор Яковлевич, старшина, воздушный стрелок-радист 50-го скоростного бомбардировочного авиационного полка Указом Президиума Верховного Совета СССР от 21 марта 1940 года удостоен звания Героя Советского Союза. Посмертно - Антонов, Николай Дмитриевич, батальонный комиссар, военный комиссар полка 7-го истребительного авиационного полка 59-й истребительной авиационной бригады ВВС 7-й армии Северо-Западного фронта Указом Президиума Верховного Совета СССР от 21 марта 1940 года удостоен звания Героя Советского Союза с вручением ордена Ленина и медали «Золотая Звезда». Золотая Звезда № 261. - Власов, Иван Павлович, капитан, командир эскадрильи 50-го скоростного бомбардировочного авиационного полка Указом Президиума Верховного Совета СССР от 21 марта 1940 года удостоен звания Героя Советского Союза. - Воронков, Михаил Михайлович, капитан, командир эскадрильи 50-го скоростного бомбардировочного авиационного полка Указом Президиума Верховного Совета СССР от 21 марта 1940 года удостоен звания Героя Советского Союза. - Горбко, Юрий Николаевич, капитан, командир эскадрильи 50-го скоростного бомбардировочного авиационного полка Указом Президиума Верховного Совета СССР от 21 марта 1940 года удостоен звания Героя Советского Союза. - Ерлыкин Евгений Ефимович, полковник, командир 59-й истребительной авиационной бригады ВВС 7-й армии Северо-Западного фронта Указом Президиума Верховного Совета СССР от 21 марта 1940 года за «умелую организацию боевых действий, личное мужество и отвагу» удостоен звания Героя Советского Союза с вручением ордена Ленина и медали «Золотая Звезда». Золотая Звезда № 259. - Зинченко, Николай Аксенович, младший лейтенант, Младший лётчик 50-го скоростного бомбардировочного авиационного полка Указом Президиума Верховного Совета СССР от 21 марта 1940 года удостоен звания Героя Советского Союза. - Койнаш, Василий Васильевич, старший политрук, военный комиссар эскадрильи 50-го скоростного бомбардировочного авиационного полка Указом Президиума Верховного Совета СССР от 21 марта 1940 года удостоен звания Героя Советского Союза. Посмертно. - Корнилов, Борис Александрович, лейтенант, старший лётчик-наблюдатель 50-го скоростного бомбардировочного авиационного полка Указом Президиума Верховного Совета СССР от 21 марта 1940 года удостоен звания Героя Советского Союза. Посмертно. - Костылев, Александр Николаевич, батальонный комиссар, военком 50-го скоростного бомбардировочного авиационного полка Указом Президиума Верховного Совета СССР от 21 марта 1940 года удостоен звания Героя Советского Союза. - Курочкин, Владимир Михайлович, старший лейтенант, командир звена 7-го истребительного авиационного полка 7-й армии Северо-Западного фронта 59-й истребительной авиационной бригады ВВС 7-й армии Северо-Западного фронта Указом Президиума Верховного Совета СССР от 21 марта 1940 года удостоен звания Героя Советского Союза с вручением ордена Ленина и медали «Золотая Звезда». Золотая Звезда № 258. - Ларионов Георгий Петрович, старший лейтенант, командир звена 7-го истребительного авиационного полка 7-й армии Северо-Западного фронта 59-й истребительной авиационной бригады ВВС 7-й армии Северо-Западного фронта Указом Президиума Верховного Совета СССР от 21 марта 1940 года удостоен звания Героя Советского Союза с вручением ордена Ленина и медали «Золотая Звезда». Золотая Звезда № 288. - Нанейшвили Владимир Варденович, полковник, командир 18-й скоростной бомбардировочной авиационной бригады (ВВС 7-й армии, Северо-Западный фронт) Указом Президиума Верховного Совета СССР от 21 марта 1940 года удостоен звания Героя Советского Союза. - Пасечник, Артём Спиридонович, старший политрук, военный комиссра эскадрильи 44-го истребительного авиационного полка 59-й истребительной авиационной бригады ВВС 7-й армии Северо-Западного фронта Указом Президиума Верховного Совета СССР от 21 марта 1940 года удостоен звания Героя Советского Союза. Посмертно. - Салов, Александр Михайлович, младший командир, Стрелок-радист 50-го скоростного бомбардировочного авиационного полка Указом Президиума Верховного Совета СССР от 21 марта 1940 года удостоен звания Героя Советского Союза. Посмертно. - Семёнов Александр Фёдорович, капитан, заместитель командира эскадрильи 7-го истребительного авиационного полка 7-й армии Северо-Западного фронта 59-й истребительной авиационной бригады ВВС 7-й армии Северо-Западного фронта Указом Президиума Верховного Совета СССР от 21 марта 1940 года удостоен звания Героя Советского Союза с вручением ордена Ленина и медали «Золотая Звезда». Золотая Звезда № 281. - Смирнов, Владимир Васильевич, майор, командир 50-го скоростного бомбардировочного авиационного полка Указом Президиума Верховного Совета СССР от 21 марта 1940 года удостоен звания Героя Советского Союза. - Торопчин Николай Степанович, майор, командир 25-го истребительного авиационного полка 59-й истребительной авиационной бригады 7-й армии Северо-Западного фронта. - Трусов Михаил Трофимович, капитан, помощник командира эскадрильи 44-го скоростного бомбардировочного авиационного полка 55-й скоростной авиационной бомбардировочной бригады 7-й армии Северо-Западного фронта Указом Президиума Верховного Совета СССР от 21 марта 1940 года за образцовое выполнение боевых заданий командования и проявленные при этом отвагу и геройство присвоено звание Героя Советского Союза с вручением ордена Ленина и медали "Золотая Звезда" (№ 267). - Туренко, Евгений Георгиевич, майор, командир 7-го истребительного авиационного полка 59-й истребительной авиационной бригады 7-й армии Северо-Западного фронта Указом Президиума Верховного Совета СССР от 21 марта 1940 года удостоен звания Героя Советского Союза с вручением ордена Ленина и медали «Золотая Звезда». Золотая Звезда № 271. - Тюрин, Михаил Петрович, младший лейтенант, младший летчик 44-го истребительного авиационного полка 59-й истребительной авиационной бригады ВВС 7-й армии Северо-Западного фронта Указом Президиума Верховного Совета СССР от 21 марта 1940 года удостоен звания Героя Советского Союза. Посмертно. - Шинкаренко, Фёдор Иванович, старший лейтенант, командир эскадрильи 7-го истребительного авиационного полка 59-й истребительной авиационной бригады 7-й армии Северо-Западного фронта Указом Президиума Верховного Совета СССР от 21 марта 1940 года удостоен звания Героя Советского Союза с вручением ордена Ленина и медали «Золотая Звезда». Золотая Звезда № 291. |

### Награждённые за Великую Отечественную войну
- Краснолуцкий Митрофан Петрович, майор, заместитель командира 65-го штурмового авиационного полка 55-й смешанной авиационной дивизии ВВС 7-й армии Северного Фронта Указом Президиума Верховного Совета СССР от 16 января 1942 года удостоен звания Герой Советского Союза. Золотая Звезда № 646.